# Système monétaire européen
Le Système monétaire européen a été créé le 13 mars 1979 afin de stabiliser les monnaies européennes, succéder au Serpent monétaire européen et l'améliorer, à partir de la volonté de la France et de l'Allemagne de l'Ouest, qui privilégient le secret des négociations jusqu'au Conseil européen de Brême afin d'éviter que la communauté financière, les hauts fonctionnaires et l'opinion publique fassent chuter le projet.
Les experts étant persuadés que le système ne pourrait pas bien longtemps résister à une sérieuse spéculation, les deux fondateurs, le président français Valéry Giscard d'Estaing et le chancelier allemand Helmut Schmidt, estiment qu'il ne peut se construire sans une volonté politique très forte. Le 12 mars 1979 une communication du Conseil européen annonce que « les conditions sont désormais réunies pour que soit mis en œuvre le mécanisme de change du Système monétaire européen », sans autres communications des deux fondateurs
À sa création, il repose sur trois piliers :  
- un encadrement des marges de fluctuations autour d'un cours pivot de référence, calculé quotidiennement à partir des cours de change des monnaies membres de l'ECU;
- un mécanisme de change se voulant un lien solide entre les monnaies nationales ;
- un système de crédit qui gère la solidarité monétaire des pays.

Ce troisième point fera défaut et le système monétaire se révèlera finalement décevant, contribuant à l'instabilité monétaire des années 1975-1985, bilan qui convaincra les décideurs d’aller plus loin que le SME et de fonder l’euro.

## Genèse du SME
En 1977, au début du long processus qui allait aboutir treize mois plus tard au SME, les Communautés européennes se limitaient à la politique agricole commune, à celle du charbon et de l'acier et à des tentatives plus ou moins maladroites de discipliner les taux de change. Cette discipline se voulait assurée par le Serpent monétaire européen, mais qui à cette époque, ne rassemblait plus que l'Allemagne de l'Ouest et le Benelux. En fait, comme le disait Jean-Yves Haberer, alors directeur du Trésor : « L'Europe est née sans identité monétaire. Les négociateurs du Traité ont concentré leur attention sur le libre échange des marchandises, sur le tarif extérieur commun et sur l'harmonisation des politiques qui peuvent influencer la circulation des biens et des personnes » ; mais pas grand chose en matière monétaire.
Cette discrétion avait été voulue en 1957 pour des raisons politiques — en effet, qui aurait pu réellement imaginer une monnaie commune entre pays sortant de Seconde Guerre mondiale ? — et pour des raisons de stabilité alors assurée par les accords de Bretton Woods. C'est de la remise en cause de ces accords en 1971 qu'allait naître la prise de conscience de la nécessité d'une zone de stabilité monétaire en Europe. Dès 1972 est créé le Serpent monétaire européen (1972-1978), dispositif économique qui comprend pour chaque monnaie un seuil d'intervention à la vente et un seuil d'intervention à l'achat. Ainsi, une monnaie ne peut fluctuer par rapport à une autre de plus ou moins 2,25 % autour de sa parité bilatérale.
En décembre 1975, Léo Tindemans, alors Premier ministre de Belgique, écrit dans son rapport sur l'Union européenne : « Un renforcement monétaire nous permettrait de rechercher une meilleure concertation des politiques économiques et monétaires entre grands ensembles afin de réduire les fluctuations, qui ont été excessives dans un passé récent entre plusieurs grands groupes de monnaie et plus particulièrement entre le Serpent et le dollar ». Cependant, l'affrontement de deux approches semble bloquer l'ouverture des négociations :
- la France est favorable à la création immédiate d'un mécanisme de change européen ce qui à son avis faciliterait le rapprochement des politiques économiques ;
- pour l'Allemagne de l'Ouest et les Pays-Bas, la convergence des politiques économiques doit être le préalable obligatoire avant toute harmonisation des politiques monétaires. Ces deux pays estiment que les pays aux politiques économiques laxistes doivent d'abord faire des efforts importants en termes d'inflation et de maîtrise des changes. Les vertus des uns ne devant pas racheter les vices des autres.

Les problèmes économiques lors de la période 1977-1978 sont importants : inflation généralisée, crise de l'acier, effondrement du dollar, qui de mars 1977 à mars 1978 perd 12,34 % par rapport à la devise ouest-allemande, passant de 2,35 DM à 2,09 DM alors que la balance commerciale américaine accuse un déficit de 31 milliards de dollars pour 1977. Le gouvernement américain ne soutient pas sa monnaie et les autres monnaies européennes les unes après les autres doivent quitter le Serpent monétaire européen.
- le franc français qui avait dû le quitter dès mars 1976 plonge à nouveau au moment de la campagne législative de mars 1978 ;
- la lire italienne connaît de plus en plus de soubresauts avec la participation des communistes dans la coalition gouvernementale ;
- la livre sterling, malgré une dévaluation de 30 % en 1976, est toujours très faible.

Le 27 octobre 1977, le Britannique Roy Jenkins, alors président de la Commission européenne, propose dans son discours de Florence, de frapper un grand coup en créant une monnaie unique pour les neuf pays et un budget communautaire qu'il propose de fixer à 10 % de chaque PIB, car il estime qu'aucun progrès ne peut se réaliser par une politique de petits pas.
Début 1978, l'instabilité monétaire est généralisée et la situation est telle que même les échanges communautaires sont désormais menacés. Selon l'historien Peter Ludlow, fin janvier ou début février, le chancelier social-démocrate ouest-allemand Helmut Schmidt, conscient de la conjoncture et des enjeux, prend secrètement la décision, en dehors même de son cabinet, de se détourner de son allié américain et de relancer la construction européenne. L'estime partagée qui le lie au président français Valéry Giscard d'Estaing et au Britannique Roy Jenkins sera le cœur de cette nouvelle alliance. Selon Renaud de la Genière, alors sous-gouverneur de la Banque de France : « Les progrès réalisés dans les domaines agricoles, politiques ou économiques n'ont pu se faire que parce qu'il y avait à la base un accord franco-allemand ». 
Le 28 février 1978, le chancelier ouest-allemand confie à tous deux, sa décision secrète de relancer l'union économique et monétaire des pays de la CEE, et le 2 avril 1978, il rencontre à Rambouillet, le président français. Ce dernier est sorti politiquement renforcé par la victoire de sa majorité lors des élections législatives de mars 1978 et le chancelier ouest-allemand a aussi politiquement les mains libres. Ils mettent au point les propositions qu'ils vont présenter ensemble lors du prochain Conseil européen à Copenhague, les 7 et 8 avril 1978. Pour eux il ne s'agit plus de discuter sur l'opportunité d'un nouveau dispositif monétaire pour l'Union européenne, mais de réfléchir sur son contenu et son calendrier.

## Création du SME

### Sommet de Copenhague le 7 avril 1978
Le 7 avril 1978, lors du sommet du Conseil européen à Copenhague, après la séance plénière, les chefs d'État et de gouvernement, se réunissent au château de Marienborg où, après le dîner, lors d'une réunion discrète, Helmut Schmidt et Valéry Giscard d'Estaing dévoilent leur plan d'un nouveau dispositif différent et plus ambitieux que le Serpent monétaire, comprenant la création d'un fonds monétaire européen, l'utilisation accrue des devises européennes lors des interventions des banques centrales sur le marché des changes et l'accroissement du rôle de l'unité de compte européenne, avec comme but qu'elle devienne à terme, une monnaie de réserve.
Les auditeurs sont très surpris et mécontents d'avoir été tenus à l'écart et l'accueil est plutôt froid, particulièrement de la part de l'Italien Giulio Andreotti et du Britannique James Callaghan. Du coup la seule décision prise est de conserver le plus grand secret sur ce plan, et lors de la conférence de presse du lendemain tenue par Roy Jenkins et le Premier ministre danois Anker Jørgensen, il est fait juste mention que « la question de la stabilité monétaire européenne a été évoquée ». Cependant personne ne sait qu'un mini-sommet privé a eu lieu en grand secret le matin même du 8 avril 1978 ; et lors de ce mini-sommet, qui réunissait Helmut Schmidt, Valéry Giscard d'Estaing et James Callaghan, il a été convenu de confier la suite des négociations à un petit groupe informel et secret de trois experts constitué du gouverneur de la Banque de France, Bernard Clappier, du directeur de cabinet du chancelier, Horst Schulmann (de) et du secrétaire au Trésor britannique, Ken Couzens.
Les négociations officielles débutent au niveau des instances communautaires : 
- Le comité des gouverneurs des banques centrales dans son rapport du 19 juin 1978 reprend fidèlement la position traditionnelle des banques centrales : il est nécessaire de procéder d'abord à une plus grande coordination des politiques économiques avant d'envisager de lier entre elles, les monnaies de la CEE ;
- le comité monétaire, qui influencé par son président Jacques Van Ybersele avait dès janvier 1978 entamé une réflexion de fond sur la situation monétaire et l'instabilité monétaire en Europe, se montre beaucoup plus ouvert et présente quatre solutions possibles aux ministres des Finances : 
  - le maintien du Serpent monétaire avec deux niveaux de marge, une marge à 2,25 % pour le mark ouest-allemand, le franc belgo-luxembourgeois, le florin hollandais et la couronne danoise et une deuxième marge élargie pour les autres monnaies de la CEE (franc français, lire italienne, livre sterling et livre irlandaise),
  - le maintien du Serpent monétaire avec un seul niveau de marge pour les quatre premières monnaies et un objectif pour les autres par rapport à un panier de grandes monnaies internationales,
  - la création d'un Fonds monétaire européen,
  - la création d'un nouveau mécanisme, en remplacement du Serpent monétaire, autorisant chaque monnaie à fluctuer dans une marge réduite par rapport à un panier de monnaies des neuf autres pays.

De son côté, le groupe secret des trois experts travaille sur un projet de plan qui pourra être proposé lors du prochain sommet de Brême, mais le 26 juin 1978, l'hebdomadaire britannique « The Economist » crée un coup de théâtre en révélant l'existence de ce groupe d'experts. Obligés d'aller s'expliquer auprès de tous les gouvernements d'Europe, outrés d'avoir été tenus à l'écart d'un tel processus et surtout de l'avoir appris par la presse, ils sont reçus froidement, mais peu à peu, et avec cette fois un peu plus de franchise, ils réussissent l'exploit de tous les rallier plus ou moins à leur projet. Selon le Premier ministre belge, Léo Tindemans « Le contenu était tellement fondamental qu'aucune réticence de notre part sur les principes n'était possible », et le Danemark, l'Irlande, le Luxembourg et les Pays-Bas suivent le même avis, alors que les gouvernements italien et britannique sont les plus réticents. Les Britanniques, proches des États-Unis, estiment que la solution à l'instabilité monétaire doit avant tout être recherchée auprès du Fonds monétaire international et de la Banque mondiale.

### Sommet de Brême le 6 juillet 1978
Le 6 juillet 1978, lors du sommet de Brême, les chefs d'État et de gouvernement reçoivent le document élaboré essentiellement par Bernard Clappier et Horst Schulmann, le britannique Ken Couzens y ayant peu contribué. Ils estiment qu'un « système de coopération monétaire plus étroite ne pourra réussir que si les pays participants poursuivent des politiques propres à assurer une plus grande stabilité à l'intérieur et à l'étranger ». Leur projet propose : 
- de « créer un système aussi strict que le Serpent » avec la possibilité pour les pays à monnaie faible de « bénéficier de marges de fluctuations un peu plus importantes autour des taux-pivots » ;
- de créer l'ECU (Unité monétaire européenne) en tant que « pilier du système » et « utilisé pour les règlements entre les autorités monétaires de la CEE » ;
- de créer un fonds initial destiné aux banques centrales des pays de la CEE « constitué moyennant le dépôt, d'une part d'un montant en or et en dollars (à raison de 20 % des réserves détenues par les banques centrales des États membres) et d'autre part, de monnaies de pays membres pour un montant comparable » ;
- que « les pays participant au nouveau système coordonneront leurs politiques en matière de taux de change vis-à-vis des pays tiers » ;
- que « deux ans au plus tard après l'entrée en vigueur du système un Fonds monétaire européen remplacera l'actuel Fonds européen de coopération monétaire ».

Immédiatement quelques gouvernements expriment leur hostilité et leur volonté qu'un tel plan ne puisse jamais voir le jour ; parmi eux les gouvernements britannique, danois, néerlandais et italien. En Allemagne fédérale, le chancelier Helmut Schmidt doit immédiatement faire face à de nombreux groupes de pression et à la communauté financière, Bundesbank en tête, qui craint le retour de l'inflation et il doit passer plus de 200 heures à convaincre ses compatriotes. Mais après que le Premier ministre luxembourgeois Gaston Thorn propose de publier le projet en l'accompagnant d'un préambule mentionnant les désaccords et les souhaits de chacun, le britannique James Callaghan se retrouve complètement isolé dans son attitude d'opposition systématique et finalement accepte cette proposition. Un calendrier de travail est arrêté dans la foulée : les demandes de modifications doivent être remises avant le 31 octobre 1978 mais les négociations peuvent enfin commencer.

### Négociations des de 1978 et 1979
Dès le départ malgré leur entente sur le fond, les Allemands de l'Ouest et les Français défendent deux conceptions différentes. Les Allemands de l'Ouest veulent s'en tenir à l'unité de compte européenne, une monnaie fictive et pensent que l'ECU n'a pas de réelle utilité ; alors que selon Renaud de la Genière : « Les Français voulaient faire de l'ECU la personnification monétaire de l'Europe, la clé de voûte du système. Dans un premier temps, nous voulions créer une monnaie uniquement destinée aux transactions des banques centrales. Un embryon d'unité de paiement et de règlement. Nous proposions que les banques centrales déposent auprès d'un organisme, une partie de leurs réserves d'or et de dollars, et que les dettes et les créances des neuf pays se règlent en ECU. » Finalement c'est le point de vue des Français qui l'emportera mais après d'âpres négociations.
Un deuxième point de divergence dans les négociations apparaît avec les modalités d'intervention des banques centrales, l'accord de Brême ne disant rien à ce sujet. Les Allemands et les Néerlandais sont plutôt minimalistes et estiment que les obligations d'interventions doivent uniquement dépendre des besoins de défendre la parité entre monnaies ; les variations de chaque monnaie étant définies par rapport à chacune des autres monnaies, une sorte de vaste système de relations bilatérales entre les monnaies. Alors que pour les Français, chaque monnaie doit être définie par rapport à une moyenne des monnaies européennes, définie par l'ECU et l'obligation d'intervention sur les marchés des changes se déclenchant, comme l'exprima Jacques Van Ybersele : « pour une monnaie déterminée, dès lors que serait atteint l'écart maximal autorisé entre le cours pivot et la valeur de marché de l'ECU en cette monnaie. »
Le 14 septembre 1978, lors du 32e sommet franco-allemand à Aix-la-Chapelle, Valéry Giscard d'Estaing et Helmut Schmidt élaborent un compromis et en font immédiatement part aux ministres de l'Économie et des Finances, puis ils vont se recueillir devant le tombeau de Charlemagne et le Président français déclara simplement à la presse : « L'esprit de Charlemagne a soufflé sur nos travaux. »
Le 18 septembre 1978, au Conseil des ministres de l'Économie et des Finances des neuf pays, un accord est trouvé sur les modalités d'intervention sur les marchés des changes dans le sens des propositions ouest-allemandes : les banques centrales auront l'obligation d'intervenir dès que la marge de fluctuation d'une monnaie par rapport à chacune des autres monnaies sera dépassée, un peu comme dans le cadre du Serpent monétaire européen, mais de plus l'évolution des marges de fluctuation de chacune des monnaies par rapport à l'ECU sera surveillé. La dérive éventuelle des monnaies sera identifiée grâce à un indicateur de divergence. Cependant, les négociations achoppent sur le niveau de responsabilité du pays fautif : celui-ci n'aura qu'une « présomption d'action » ; il s'engage à mener des actions de stabilisation au niveau de sa politique monétaire et budgétaire, mais sans que cela soit obligatoire.
Une autre question importante est traitée mais sans réelle solution, c'est celle de la répartition des crédits affectés au Fonds monétaire. En fait il s'agit de mettre en place un mécanisme d'affectation et de transferts des ressources afin d'aider les pays les moins prospères — l'Irlande et l'Italie — à être durablement intégrés dans le SME. Durant les mois qui suivirent cette question donna lieu à une véritable bataille de chiffonniers — Pierre de Boissieu parla de « mendicité organisée » — largement popularisée dans la presse et dans les opinions publiques, d'autant plus que la campagne des élections européennes de 1979 est engagée. Le ton monte :
- En octobre 1978, au Royaume-Uni, l'aile gauche du Parti travailliste refuse de suivre James Callaghan sur la voie du SME, alors que le 26, L'Humanité, le journal du PCF, écrit que « Valéry Giscard d'Estaing est devenu le courtier des intérêts ouest-allemands ».
- Le 6 décembre, depuis son lit d'hôpital, Jacques Chirac lance son appel de Cochin et déclare : « Comme toujours quand il s'agit de l'abaissement de la France, le parti de l'étranger est à l'œuvre avec sa voix paisible et rassurante. Français, ne l'écoutez pas. C'est l'engourdissement qui précède la paix de la mort ».

Après plusieurs réunions des ministres de l'Économie et des Finances, durant les mois d'octobre et de novembre, et d'âpres négociations, un accord présentable au Conseil européen des 4 et 5 décembre semble trouvé :
- Au sujet de la marge de fluctuation, les Italiens obtiennent une marge de fluctuation élargie à 6 %.
- Au sujet du montant des crédits affectés, le dispositif imaginé comporte trois éléments :
  - un financement à court terme — 45 jours — donnant lieu à des avances de montants illimités entre Banques centrales ;
  - un soutien monétaire à court terme — jusqu'à 9 mois et d'un montant maximal de 14 milliards d'ECU — destiné, en cas de difficultés imprévues, à remédier à un déficit temporaire de la balance des paiements ;
  - un concours financier à moyen terme - d'un montant maximal de 11 milliards d'ECU.

Lors du Conseil européen réuni les 4 et 5 décembre 1978 à Bruxelles, il s'avère qu'aucun terrain d'entente n'est possible avec les Italiens et les Irlandais sur le dossier des « concours parallèles ». Les transferts financiers demandés pour renforcer leurs économies sont jugés exorbitants et le président français Valéry Giscard d'Estaing ne veut pas donner un centime de plus, le SME démarrera sans eux. Cependant, les négociations reprennent et au bout d'une semaine l'Irlandais Jack Lynch et l'Italien Giulio Andreotti décident de participer au SME dès sa création, le 1er janvier, à huit pays — sans la Grande-Bretagne.
Mais, un autre problème se pose avec les Français qui voudraient obtenir la suppression des montants compensatoires frappant les échanges de produits agricoles et menacent de ne pas participer au SME tant qu'une solution ne sera pas trouvée. La négociation sur ce point va durer trois mois et ce n'est que le 13 mars 1979 que le SME put enfin voir le jour.

## Histoire du fonctionnement du SME

### Années 1980
Au cours dès les deux premières années de fonctionnement, 1979 et 1980 , les monnaies européennes sont plus stables qu'au cours des sept années précédentes[réf. nécessaire]. Le SME semblant bien résister bien au second choc pétrolier et a provoquer un certain rapprochement des politiques économiques, mais cette première impression ne sera pas confirmée.

#### Absences de la livre et de la peseta
Le SME des années 1980 a pour caractéristique l'absence de 3 des 5 grandes monnaies auxquelles il s'adresse, dès le début et jusqu'au 16 juin 1989, quand l'Espagne y intègre la peseta, la livre sterling ne la rejoignant que l'année suivante, quand la réunification allemande de fin 1989 suscite dans un premier temps l'espoir d'infléchir une décennie de force du mark. 
Le florin néerlandais lui ayant toujours été très lié , le SME des années 1980 se résume à un triple face-à-face du mark, avec trois monnaies: lire, franc belge et franc français. 

##### Résistances de la Bundesbank
Les résistances de la Bundesbank au SME se sont cristallisées dès 1979 lorsque l'idée de le créer lui a été présentée : elle s'y oppose alors avec tant de vigueur que son promoteur, Helmut Schmidt, doit la menacer de « revenir sur son indépendance ». La Bundesbank va alors s'employer à empêcher le projet du chancelier d'aboutir à sa phase finale. S'y ajoute des freinages politiques: en décembre 1980, le Conseil européen réuni à Luxembourg ajourne la création du Fonds monétaire européen (FME) et« l'utilisation pleine et entière de l'ECU en tant qu'avoir de réserve et instrument de règlement »: le passage à la phase institutionnelle ne se fera plus qu' « au moment opportun ». Aux pressions de la Bundesbank s'ajoutent celles RPR en France.

#### La phase des tempêtes, de mars 1979 à mars 1983
La première phase est celle des tempêtes, de mars 1979 à mars 1983, au cours de laquelle de violentes perturbations se sont succédé, touchant l'Italie, la Belgique et la France, qui doivent pratiquer des taux d'intérêt très supérieurs aux taux allemands pour défendre la parité de la monnaie face au mark. 
En France, les taux d’intérêt réels sont devenus très élevés dès 1981, aussi bien les taux à court terme, au-dessus de 3 %, que les taux à long terme au-dessus de 4 %. Le coût de la défense du franc en termes d’écart de taux d’intérêt nominaux avec l’Allemagne est resté très élevé car en France les taux d’intérêt à court terme sont restés en moyenne de 14,6 % en 1982 et les taux d’intérêt à long terme de 16 %.
En Allemagne, la grande récession du début des années 1980 provoque la publication d’un rapport alarmiste sur le déficit budgétaire, amenant le gouvernement à lancer en décembre 1981 un vaste programme d’assainissement des finances publique et en France, pour défendre le franc, la ligne de l’austérité budgétaire s'est exprimée dès l’automne 1981, un peu avant,. Au Royaume-Uni, Margaret Thatcher est Premier ministre depuis le 4 mai 1979. Le gouvernement Thatcher (1) impose la première une politique d’austérité budgétaire radicale et de taux d’intérêt élevés afin de lutter contre l’inflation, sans obtenir dans un premier temps les résultats espérés à court terme, ni en termes de chômage, ni d’inflation, cette dernière connaissant un pic à 21,9 % en rythme annuel en mai 1980 tandis que le budget ne peut pas encore compter sur les privatisations massives, qui n’interviennent qu’après sa réélection de 1983 et que la production industrielle anglaise chute en 1982 de 10 %. La livre ne rejoindra pas le SME avant 1990, onze ans après sa création, car si les eurodollars financent les déficits budgétaires creusés par les choc pétroliers chez les pays importateurs, il aliment aussi la spéculation contre le SME et sur la crise de la dette des PVD apparue en août 1982 quand le Mexique se déclare insolvable, qui va traîner, car les créanciers refusent de prendre leurs pertes.

#### La parité dollar/mark, taux directeur du SME
Depuis le début du SME, la parité dollar/mark a été le taux directeur dans les relations entre le SME et les devises tierces. La hausse du dollar du début des années 1980 semblait considérablement contribuer à la cohésion intérieure du SME car « l'attraction exercée par le billet vert » affermissait ses monnaies faibles par rapport aux monnaies fortes, au détriment desquelles s'effectuaient les réallocations de portefeuille en faveur du dollar. Mais à chaque inversion temporaire de ces réallocations, le mouvement inverse s'opérait, affaiblissant brutalement ses monnaies faibles et imposant des réajustements des parités ressenties comme un constat d'échec, avec un coût politique et d'une ampleur insuffisante pour combler entièrement le déficit de compétitivité-prix, d'autant qu'il a fallu attendre la fin de la décennie pour que le succès de l'idée d'union monétaire européenne renforce la crédibilité du SME.
D'août 1980 à mars 1983, les trois premiers réalignements ont eu lieu lors de trois périodes d'affaiblissement temporaire et à certains moments très marqué du dollar contre le mark, en général sur des spéculations sur une action vigoureuse de la Réserve fédérale américaine pour inverser l'effet du choc Volcker. Le dollar s'affaiblit de cette manière: 
- entre mi-août 1981 et décembre 1981[3] ;
- entre avril et mai 1982[3] ;
- entre novembre 1982 et mars 1983[3].

Le dollar a aussi une tendance haussière à moyen terme en raison des appels de fond de la politique budgétaire américaine, devenue expansionniste en cours d'année 1982, avec déficit estimé de 100 milliards de dollars sur l'exercice 1981-1982 au lieu des 40 prévus et qui pourrait atteindre 150 milliards pour l'exercice 1982-1983 qui commence le 1er octobre 1982.
La baisse du dollar qui démarre en août 1981 vient de la prise de conscience que la deuxième vague du choc Volcker, qui a porté les taux d'intérêt américains à 20 % en juillet 1981 ne peut durer: la première phase de récession américaine, d'octobre 1979 à juin 1980 et la reprise d’août 1980 à juillet 1981, sont en effet suivies une deuxième phase de sévère récession à partir d'août 1981. L'épisode baissier d'avril et mai 1982 vient lui de l'hésitation des autorités monétaires à s'adapter rapidement, scénario qui se reproduit entre novembre 1982 et mars 1983.

#### L'après 1983: la désinflation en France et en Italie
Ensuite, en 1983, la France et l'Italie ont choisi des politiques d'austérité appuyées par sur la priorité absolue à des changes stables à l'égard du mark, ce qui a entraîné une désinflation bénéfique à leurs monnaies et à la stabilité du SME, qui était leur principal objectif. Le 21 mars 1983, la troisième dévaluation Mitterrand est combinée à des mesures d'austérité, comme ce fut le cas la deuxième en juin 1982. Depuis l'élection de François Mitterrand en mai 1981 et la première dévaluation Mitterrand d'octobre 1981, la France connaît un grand débat entre les pro-européens de droite comme de gauche qui prônent le maintien de la France au sein du SME et une grande partie de la gauche qui milite pour la sortie du SME, l'instauration de barrières douanières contraignantes, et la relance de l'économie. Six mois après le plan Mauroy-Delors de mars 1983, Le Monde du 14 octobre 1983 estime qu'il « peut réussir » et l'inflation se ralentir pour revenir à un peu plus de 9 % en 1983 puis 6 % environ en 1984, mais à une condition importante: « si l'indexations des salaires disparaît ». L'institut de conjoncture IPECODE prévoit alors une baisse des taux d'intérêt de 1 à 2 points. La triple victoire des pro-SME, en 1981, 1982 et 1983, est encore amplifiée le 17 juillet 1984 par l'arrivée aux affaires du gouvernement Fabius. 
Finalement, la désindexation des salaires du secteur public a contribué au freinage des dépenses publiques et des autres salaires, selon des économistes, dans une stratégie de désinflation associée au « franc fort ». Le taux d’inflation a chuté, passant de 11,7 % en 1982 à 5,2 % en 1986, soit 6,5 points de moins, le faisant passer en dessous des taux de l’UE et de l’OCDE en 1986, principalement en lien avec la décélération des salaires, la rigueur monétaire et la politique du franc fort. Revers de la médaille, le taux de chômage est passé de 8,1 % en 1982 à 10,5 % en 1987. Cette très forte désinflation française n'a cependant pas eu tous les effets espérés: les taux d’intérêt réels français à court terme sont restés le plus souvent au-dessus des taux allemands entre 1983 et 1997  et ils ont même augmenté entre 1983 et la période de nouvelles tensions au sein du SME au début des années 1990. les taux d’intérêt réels français étaient en moyenne à 1,8 % sur la période 1981-1985 puis à 6,7 % sur celle de 1991-1993. Au total, les taux réels français ont été en permanence supérieurs aux taux de croissance du PIB entre 1981 et1997, avec un écart plus important qu'ailleurs en France, pays qui cumule par ailleurs des taux réels plus élevés et une croissance plus faible que la moyenne OCDE. Le passage à des taux réels prohibitifs, pilier du maintien dans le SME et genèse d'une inversion du rapport de forces entre les créanciers et les débiteurs endettés (entreprises, administrations, ménages), a modifié les comportements des seconds, devenus plus restrictifs. Les entreprises en général ont moins investi, dans un climat de morosité, sur fond d'émergence d’une économie de rentiers.

#### Tentatives d'améliorer le fonctionnement du SME
Les crises monétaires européennes de 1981-1983 suscitent des volontés d'améliorer le fonctionnement du SME portées par leurs victimes, la France et l'Italie. Le 15 mars 1985, les gouverneurs des banques centrales s'accordent pour revaloriser les taux d'intérêt servis sur l'ECU et inciter à l'utiliser à la place du dollar américain dans leurs interventions sur le marché des changes. Le 2 décembre 1986, le Conseil européen à Luxembourg décide que l'union monétaire devra être écrite dans le texte révisé du traité de Rome, institutionnalisant de ce fait le SME et l'ECU.

### Années 1990

#### Projets de monnaie européenne et de modification des parités
Le début des années 1990 voit des tensions au sujet des projets de monnaie européenne entre l'état-major de la Bundesbank et les autorités financières en France, où le directeur du Trésor Jean-Claude Trichet souhaite, par ailleurs, en 1990 faire accepter l'idée que le franc est devenu une « monnaie forte », en particulier forte d'un bilan financier assaini au début des années 1990 malgré la hausse du pétrole causé par la première invasion de l'Irak, réalisée en août 1990: en 1991, le déficit budgétaire français n'est encore que de 1,6 %. 
Les autorités allemandes ont à deux reprises proposé une modification des parités au sein du SME mais les autorités françaises s'y sont opposées, en 1990 comme en 1991 et Karl Otto Pöhl est prêt à une modification à hauteur de 6 % pour tenir compte des conséquences immédiates de la réunification allemande. Mais aucune proposition formelle ou officielle n'est effectuée,. 
Mi-1991, Karl Otto Pöhl claque la porte de la Bundesbank trois ans et demi avant la fin de son mandat de président. Peu avant,Le 26 janvier 1991, le président français François Mitterrand a réuni dans son bureau les principaux dirigeants du pays pour leur demander de choisir entre monnaie unique et monnaie commune. Son ministre de l'économie Pierre Bérégovoy est pour la seconde et son ministre des Affaires européennes Élisabeth Guigou pour la première,,. François Mitterrand rappelle alors qu'il s'est « longtemps opposé à une banque centrale européenne », étape indispensable d'une monnaie unique et peu après la Bundesbank demande qu'une éventuelle banque centrale européenne soit strictement indépendante, dans l'espoir que les Français y renoncent.

#### Référendum sur le traité de Maastricht
L'année 1992 est marquée par le référendum de juin 1992 au Danemark sur le traité de Maastricht, suivi d'un autre à la mi-septembre en France, qui tous deux sont vus par les spéculateurs comme de solides opportunités de spéculer à des dates prévisibles contre le système monétaire européen, en attaquant la plupart de ses monnaies. Ces tensions s'avivent car toute la classe politique danoise ou presque soutenait le « Oui » au référendum de juin 1992 mais le « Non » l'emporte. Selon les sondages, 60 % des Français approuvent le traité, mais dès fin août ce n'est plus que 50 % et dans les urnes ce ne sera que 51 %. Mitterrand accepte un débat à la télévision sur le sujet avec Philippe Séguin, partisan du « Non » et y prétend que la BCE ne sera pas vraiment décisionnaire de la politique monétaire. La crise du système monétaire européen de 1992 fait rage au même moment et sera suivie 9 mois après par la crise du système monétaire européen de l'été 1993. 
Ainsi, en septembre 1992, à la suite des spéculations entraînées par un référendum sur l'Europe au Danemark, la lire italienne et la peseta espagnole sont dévaluées. La livre sterling britannique subit le même sort, et se voit éjectée par les spéculateurs à l'extérieur du SME, sous le coup des attaques de George Soros, un gérant de fonds spéculatif. Le 17 septembre 1992, le ministre des finances français Michel Sapin critique la remontée des taux d'intérêt de la Banque de France, Pierre Bérégovoy, devenu Premier ministre, lui donne raison et elle fait machine arrière.

#### Récession de 1993
La fixité du change entre le mark et le franc, imposée par le pouvoir politique français malgré les sorties du livre et de la lire du SME en septembre 1992, a impliqué des niveaux très élevés des taux d’intérêt à court terme, (autour de 10 % de 1990 à 1992), y compris en termes réels (au-dessus de 6 % de 1990 à 1993), selon une étude Institut de la gestion publique et du développement économique publiée en 2006, qui observe que les taux à long terme n'ont pas été épargnés non plus au cours de cette période critique de 1990 à 1993, car ils se sont élevés en moyenne entre 7 % et 10 % en termes nominaux et entre 4,5 % et 7 % en termes réels. L'impact négatif sur la croissance a obligé la politique budgétaire à jouer les stabilisateurs automatiques, via un soutien délibéré à l'économie. Le déficit budgétaire français est passé de 2 % du PIB en 1991 à 5,7 % en 1993, l'année de la récession, sous le double effet des taux d’intérêt élevés et du soutien budgétaire volontaire à l'économie. La demande intérieure française est passée de +0,2 % en 1992 à – 2,2 % en 1993, évoluant plus défavorablement que dans l’UE (1,1 % et – 1,8 %) et dans l’OCDE (1,9 % et 0,9 %). La consommation des ménages a plus spécifiquement mieux résisté (1,4 % en 1991 et 1992, 0,2 % en 1993) que l'investissement, qui a chuté de 2,8 % en 1992, puis 6,7 % en 1993, contrairement à celui de la zone OCDE. L'évolution globale du PIB français (0,8 % en 1991, 1,2 % en 1992) a tourné à la récession (– 1,3 % en 1993), créant pour la France sur la période de 1991 à 1993 un important retard cumulé de croissance par rapport à l’OCDE (0,6 % contre 4,2 %), soit 3,6 points de moins pour la France. Le taux de chômage est passé de 8,9 % en 1990 à 12,2 % en 1994. 

#### Le lien entre franc et mark contesté
L'année 1993 est également marquée par la contestation forte, au sein de la droite française, de la politique dite du « franc fort », exprimée dès le 10 décembre 1992 dans une interview au Figaro d'Alain Madelin,, qui a écrit une large partie du programme pour les élections législatives d'avril 1993,, et ministre des Finances français Michel Sapin réagit en l'accusant d'être « le parti de l'étranger, l'allié des spéculateurs »,. Philippe Séguin, qui est élu président de l'Assemblée nationale après la victoire, estime que le « franc fort » est « comme les ex-nageuses d'Allemagne de l'Est dopées aux anabolisants, dopé aux taux d'intérêt artificiellement élevés qui dopent la monnaie mais affaiblissent l'économie ». Pierre Bérégovoy exprime en privé « ses doutes » sur « la stratégie du franc fort »,, puis se suicide le 1er mai après la très large victoire aux législatives d'avril 1993 de la droite, dont le nouveau Premier ministre Édouard Balladur commande un audit sur sa gestion, couplé au lancement d'un grand emprunt auprès des Français. Le 23 mars peu avant le scrutin, François Mitterrand avait fait une allocution à la télévision pour insister sur la défense du franc. Deux ex-personnalités du « cabinet historique » de Pierre Bérégovoy, Jean-Charles Naouri et André Gauron, sont les premiers à passer dans le camp des adversaires du franc fort,, auquel sont hostiles aussi de nombreux dirigeants économiques,. « Les taux d'intérêt à trois mois sont à 11 % alors que le pays est en pleine récession. A ce niveau, toute velléité de reprise est étouffée », observe le journaliste Gabriel Milési, d'autant que les Français préfèrent épargner, attendant que les entreprises baissent leur prix en raison de la récession, en plaçant massivement dans des sicav monétaires qui rapportent plus de 10 % par an, attitude qui est même saluée dans un livre d'économie. En juin 1993, les taux d'intérêt ont cependant baissé de 4 points en peu de temps sans affaiblir le franc, passant même sous ceux de l'Allemagne le 21 juin, et le Financial Times titre « le mark est-il encore l'ancre du SME », en constatant que la France a désormais moins d'inflation et de déficit que l'Allemagne.
Le 7 juillet, l'INSEE abaisse sa prévision pour l'année 1993, tablant sur un recul de 1,2 % du PIB, alors que le ministre des finances a peu avait prévu seulement 0,8 %, ce qui déclenche une forte vague de spéculation contre le franc, qu'une interview de Jacques Chirac à l'AFP pour s'opposer à toute dévaluation ne parvient pas à calmer. 

#### Élargissement des bandes de fluctuation à 15%
À la fin de juillet 1993, le SME est plus généralement victime des attaques spéculatives de George Soros. La Banque de France épuise ses réserves en trois semaines pour soutenir le franc. La livre sterling et les monnaies qui composent le SME sont également fortement touchées. Les réunions de dirigeants du SME se multiplient, et les Français convoquent publiquement les Allemands, notamment via une interview à Paris-Match mais refusent plusieurs fois leurs propositions d'élargissement des bandes de fluctuation, pour toutes les monnaies, pour les porter de 2,25 % à 6 %. Finalement, réunis le 31 juillet dans un centre de conférence de la Commission européenne à Bruxelles, portant le nom du diplomate Albert Borschette, tous doivent s'accorder sur un élargissement bien plus large des bandes de fluctuation, à 15 %, que le gouverneur de la Banque de France Jacques de Larosière, ex-patron du FMI, a été le seul à proposer. Le Système monétaire européen, de fait, prend ainsi fin et en début de réunion, Hans Tietmeyer, vice-président de la Bundesbank lance un « bonjour » puis déclare que « apparemment nous devons tous parler français dans le SME ». Le 4 août, la peseta espagnole réagit à la hausse à une baisse des taux de la Banque d'Espagne, montrant que les règles du jeu viennent de changer complètement, même si plusieurs pays dont la France n'oseront en profiter qu'après un certain temps.
L'Euro remplace le système monétaire européen en 1999 pour les transactions financières et les crises se feront plus rares jusqu'à celle de la dette grecque, qui voit se poser la question de la réimpression de billets en drachme, de la mauvaise utilisation des aides financières internationales mais aussi celle d'une spoliation des créanciers, évoquées par Romaric Godin dans un de ses nombreux articles sur la Grèce dans le quotidien en ligne La Tribune : « plus que jamais, ce sont les créanciers qui, par leur aveuglement, sapent les bases de la monnaie unique ».

## Chronologie
- 6 et 7 juillet 1978 : création du Système monétaire européen au sommet européen de Brème.
- 4 et 5 décembre 1978 : le SME validé par un accord à Bruxelles, avec des crédits communautaires mutuels et le FECOM (Fonds européen de coopération monétaire).
- 13 mars 1979 : début du SME avec huit pays[19], l'Angleterre refuse d'y entrer[20], les marges de fluctuation élargies à ±2,25 % et à ±6 % pour la lire[20]. Le franc entre à 2,3095 francs pour un mark[20].
- 4 mai 1979 : la totalité du prêt FMI à l'Angleterre remboursée, seule la moitié ayant été effectivement utilisée[21],[22] au lendemain des élections générales.
- 19 septembre 1979 : réévaluation du mark de 2 %[20], la couronne danoise dévaluée de 3 %[23].
- sommet de Tokyo au lendemain d'une réunion de l'OPEP qui augmente le prix du pétrole à nouveau de 50 %.
- 29 novembre: la couronne danoise dévaluée de 3 %[23].
- 22 mars 1981 : lire italienne dévaluée de 6 %[23].
- 4 octobre 1981 : mark et florin réévalués de 5,5 %[23], franc dévalué de 3 %[23] à 2,5621 par mark[20], la lire aussi[23].
- 2 février 1982 : dévaluation de 8,5 % des francs belge et luxembourgeois, de 3 % de la couronne danoise[23], tournant politique belge vers l'austérité.
- 14 juin 1982 : franc dévalué, le mark à 2,5621[20].
- 21 mars 1983 : le mark réévalué à 3,0665 francs[20].
- 22 septembre 1985 : accords du Plaza sur les taux de change du dollar pour le faire baisser.
- 6 avril 1986 : dévaluation Chirac-Balladur (moins 6 % vis-à-vis du mark)[24].
- février 1987 : accords du Louvre, sur les taux de change du dollar pour le faire remonter.
- 1er juillet 1990 : union monétaire allemande RFA-RDA[24].
- décembre 1991 : adoption du traité de Maastricht et de l'Union économique et monétaire (UEM)[24].
- 12 janvier 1987 : le mark à 3,3539 frs[20].
- 1990 : le Royaume-Uni réintègre le système monétaire européen
- 16 septembre 1992 : la lire et la livre éjectées du SME[24].
- 20 septembre 1992 : référendum français de Maastricht, « oui » à 51 % seulement[24].
- 2 août 1993 : les bandes de fluctuation élargies à ±15 %, six fois plus qu'avant[20].
- 1er janvier 1999 : avènement de l’euro[20].

## Sources